# صندوق بريد

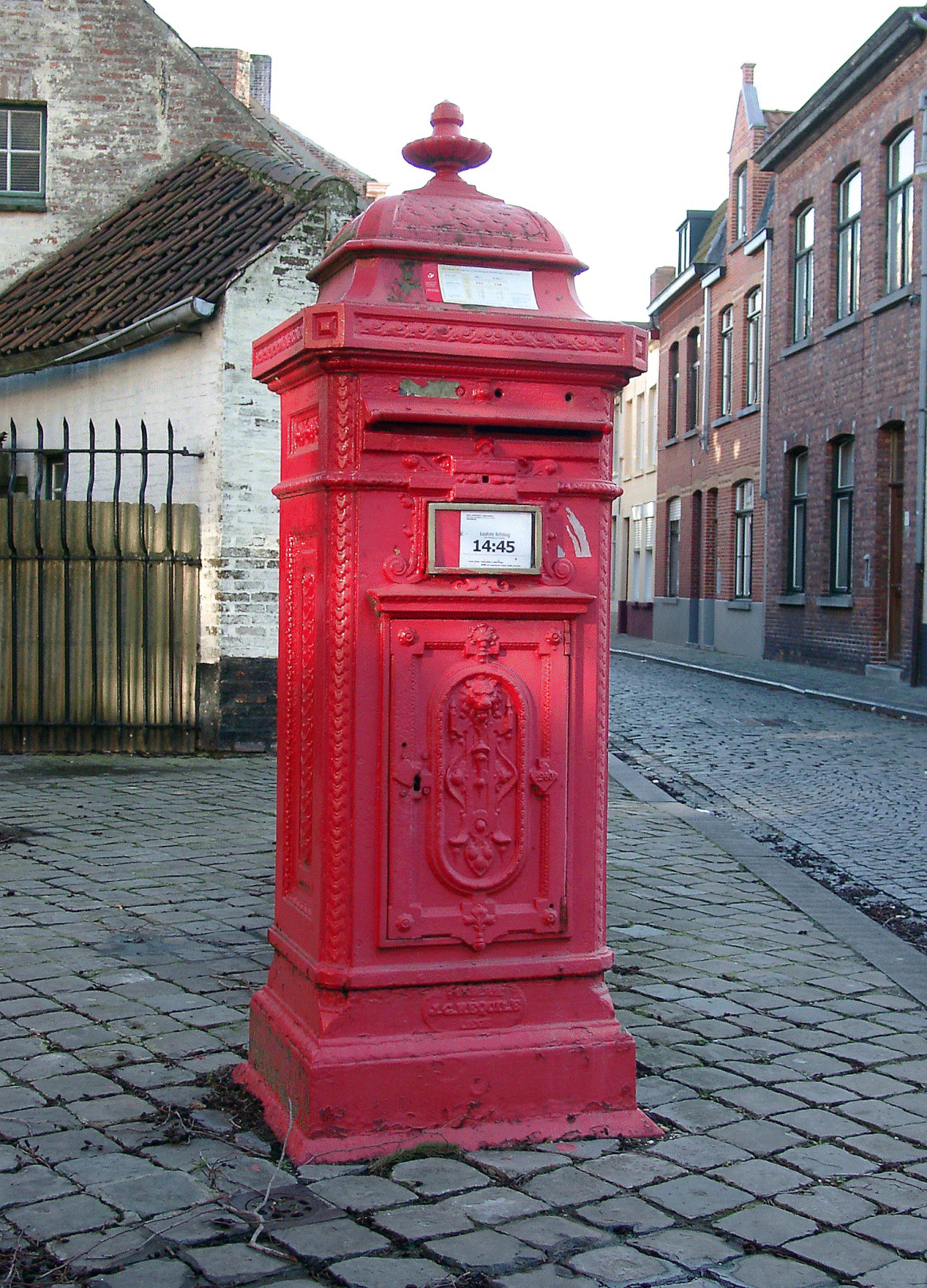
صندوق بريد في بروج في بلجيكا

صندوق البريد هو صندوق معدني، لوضع الرسائل الصادرة بِه التي جَمَعها وكلاء البريد في البلد.

## التاريخ
أول من ابتكر صناديق البريد هو الفرنسي جان جاك دي فيلاي - وذلك في عام 1653. حيث وجد مشكلة لدى سكان باريس. لأنه لا يوجد في باريس سوى أربعة مكاتب للبريد فقام بتعليق صناديق على الحائط في أركان الشوارع الرئيسية للعاصمة. لكي يستطيع أي فرد أن يضع خطاباته. بشرط أن تحاط بتذكرة مكتوب عليها (أجرة النقل مدفوعة) وكان يتم جمع الرسائل من الصناديق ثلاثة مرات يومياً.